# Драгневци (област Велико Търново)
 Тази статия е за селото в област Велико Търново.  За селото в област Габрово вижте Драгневци (област Габрово).  
Драгневци е село в Северна България.
То се намира в община Елена, област Велико Търново.

## География
Село Драгневци се намира в планински район.